# Бурятский национальный костюм
Бурятский национальный костюм (бур. буряад дэгэл) — традиционная одежда бурятского народа, часть его многовековой культуры. В нём отражаются его культура, эстетика и дух. Традиции в национальной одежде бурят связаны, прежде всего, с кочевым образом жизни и суровым континентальным климатом, с резкими перепадами температур. Национальная одежда бурят хорошо приспособлена к кочевому образу жизни. Длительная езда в седле требовала такой одежды, которая не стесняла бы движения седока. Скотоводство обусловило выбор материалов, из которых шилась одежда. Костюм изготавливался из меха, шерсти, кожи, шелка, бумажных тканей.

## Головной убор
Головной убор бурят (бур. малгай) — это шапка конической формы, отороченная бархатом или мехом, которая наверху завершается серебряным навершием полусферической формы с красной бусиной (бур. дэнзэ). От нижней части «дэнзэ» вниз струятся красные шелковые кисти (бур. улаан залаа).

## Энгэр
Энгэр или Дурбэлжэн энгэр (досл. четырехугольный борт) является важным элементом национального костюма бурят, находится на грудной части верхней полы, где вшиваются три разноцветные полосы — внизу розовато-красного цвета, в середине чёрного, сверху золотисто-жёлтого, белого, зелёного или синего цвета. Первоначальный вариант энгэра — желто-красный, чёрный, белый.
Энгэр как элемент одежды монголоязычных народов, по мнению Л. Л. Викторовой, был известен со времен киданьской империи.
У монгольских народов исследователи фиксируют существование двух видов энгэра. Один из них, по мнению Б. Ринчена, ташуу энгэр (досл. косой борт) был характерен для старинного монгольского костюма и был заменен на другой вариант с квадратным бортом под влиянием маньчжуров во времена империи Цин. Хотя вариант характерный для бурятского национального костюма или квадратный энгэр зафиксирован в различных китайских источниках описывающих монгольские народности времен создания монгольской империи. К примеру, сообщения в переводе Р. Храпачевского: «Их черных татар одежда запахивается направо квадратной полой, в старые времена она шилась из войлока, шерсти и кожи, а сейчас — из полотна и шелков, прошитых золотыми нитями.» В варианте перевода Н. Ц. Мункуева и Линь Кюн-и: «У их верхнего платья пола запахивается направо, а борт квадратный». К этому описанию примыкает пометка другого китайского наблюдателя: «Пола, которую называют квадратной, это пола похожая на четырёхугольник. Воротники такие же, какие делают и китайцы. Владетель татар вместе с членами чжуншу шэн и прочими людьми из верхов общества уже не носят такое одеяние.» Об одежде «верхов общества» на примере го-вана Мухали говорится следующее: «В платье к системе церемониала целиком следует установлениям, существующим для сына Неба (то есть китайского императора)». По-мнению Д. В. Цыбикдоржиева, к моменту создания Монгольской империи такой элемент одежды монголов как квадратный энгэр начал выходить из употребления и заменяться косым энгэром, хотя имел до этого широкое распространение начиная со времен Киданьской империи и расцвета Найманского ханства ввиду его практичности, он хорошо закрывал грудь, а в варианте — с воротником-стойкой — шею и горло, что было немаловажно при езде верхом.
Энгэр бурятского национального костюма выделяется существованием верхней полосы, который в отличие от других полос носит специальное название сагаалса и первоначально был только белого цвета. Со временем, наряду с ним начали использоваться золотистый, зелёный или синие цвета .
Вероятно, в связи с распространением буддизма, в верхней части энгэра начал использоваться золотисто-жёлтый цвет.
В буддизме жёлтый, особенно глубокий, насыщенный золотисто-жёлтый — это цвет урожая и созревшего зерна, что символизирует не только материальное богатство, но и духовное. Жёлтый цвет означает изобилие благих качеств, в особенности изобилие добродетелей. На самом высоком уровне, в высшем смысле, жёлтый цвет представляет неисчерпаемые богатства просветлённого ума, неисчерпаемые достоинства самой реальности. На данном уровне жёлтый цвет представляет безграничную продуктивность и креативность просветлённого ума, творческую энергию, которая не просто проистекает, но изливается щедрым потоком, течёт изобильным дождём, низвергается богатством духовных качеств на всех живых существ.
Чёрный цвет у бурят ассоциируется с землёй и домом и является символом наличия своей родины (бур. тоонто).
Красный цвет ассоциируется с огнём и символизирует жизненную энергию.
Синий цвет традиционно связан с вечным синим небом.

## Улаан залаа
Улаан залаа или красные кисти — это декоративный и символический элемент на головном уборе некоторых монголоязычных народов. Существует в виде красной кисти у ойратов (в том числе калмыков) и бурятов или куска красной ткани у халхов ,а также тувинцев .
В 1449 году ойратский Эсэн-тайша, руководя монгольскими войсками разбил армию минского Китая и пленил императора Чжу Цичжэня. В честь этого он приказал носить на голове улаан залаа всем народам входившим тогда в монгольское государство.

## Нож и огниво
Нож(бур. хутага) и огниво (бур. хэтэ) — чаще всего они встречаются в паре и обязательно входили в экипировку мужчин. Нож вместе с ножнами мог быть подарен в благодарность за какую-либо услугу или выступать в качестве обмена дарами.

Первоначально бурятский нож использовался в чисто утилитарных целях. В основном как инструмент для забивки скотины. Забивали на старинный манер кочевников (этот способ также применяют испанские тореодоры) — неожиданно резко вонзив клинок через особое узкое место у основания черепа. Животное не успевало испугаться. Для этого был нужен узкий, длинный и прямой клинок. К тому же такая форма клинка отлично подходила для разрезания суставов, освежевывания шкуры и разделки туши животного. Таким образом необычные формы бурятского ножа связаны с его первоначальным применением в хозяйстве кочевника.
Первичная утилитарная функция ножа со временем сменилась на декоративную: нож стал предметом украшения костюма.
Ножны и рукоять стали украшаться металлом, самоцветами, чеканкой украшалась и металлическая подвеска. Использовалось обычно серебро, излюбленный бурятами металл для украшений, иногда мельхиор. Золото не применялось ввиду дороговизны и труднодоступности.
Огниво — парный предмет к ножу — плоская кожаная сумочка, похожая на кошелек, размером 4-5x7-10 см, внизу к нему прикреплено стальное кресало. Лицевая сторона огнива украшалась серебряными накладными бляхами с чеканными узорами, среди которых преобладали зооморфные, растительные и геометрические. В кожаном кошельке хранились трут и кремнёвый камень, при помощи которых высекались искры и добывался огонь. Поэтому огниво как источник огня — один из сакральных предметов, носят его так же, как нож, на поясе, образуя триаду — пояс, нож и огниво.
У бурят издавна существовал обычай — при рождении сына отец заказывал для него нож, который тот передавал своему сыну, таким образом, он передавался из поколения в поколение. Если пояс считается символом мужской чести и достоинства, то нож является хранилищем его души, жизненной энергии. Нельзя было передавать нож другим лицам, особенно чужим.

## Мужской вариант костюма

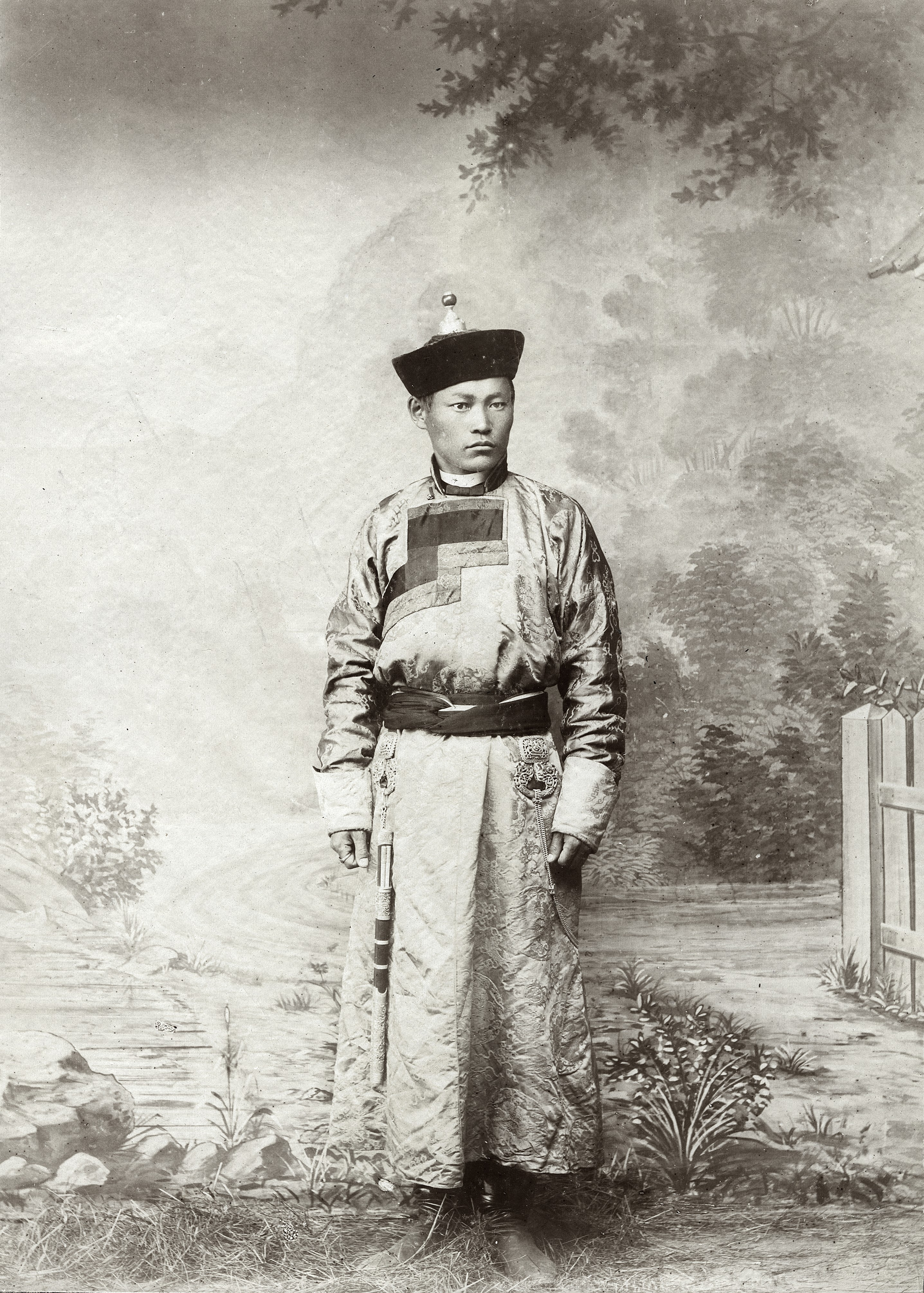
Забайкальский бурят в национальном костюме

Традиционная одежда бурят была представлена в зимнем (бур. дэгэл) и летнем (бур. тэрлиг) вариантах. Основным материалом для зимней одежды была овчина, которая покрывалась бархатом и другими тканями. Повседневный дэгэл шился преимущественно из хлопчатобумажной ткани, а праздничный — из шелка, бархата. Зажиточные буряты шили костюмы из дорогих тканей и пушнины (соболя, байкальской нерпы и др.), украшения изготавливались преимущественно из серебра.
Дэгэлы имеют две полы — верхнюю (бур. гадар хормой) и нижнюю (бур. дотор хормой), спинку (бур. ара тала), перед, лиф (бур. сээжэ), борта (бур. энгэр).
Мужской халат обычно шили из тканей синего цвета, иногда коричневого, темно-зеленого, бордового. Обязательным атрибутом мужского халата были пояса, разнообразные по материалу, технике изготовления и размерам.
Верхняя одежда была прямо спинной, то есть не отрезной по талии, с длинными расширяющимися книзу подолами. На вороте пришивали от одной до трех серебряных, коралловых, золотых пуговиц. Следующие пуговицы пришивали на плечах, под мышкой и самую нижнюю — на талии. Верхние пуговицы считались приносящими счастье, благодать. Во время молебнов, совершения обрядов расстегивали пуговицы на вороте, чтобы благодать без препятствий входила в тело. Средние пуговицы регулировали многочисленность потомства, честь и достоинство. Нижние пуговицы были символами плодородия скота, материального достатка владельца. Долголетие человека зависело, по воззрениям бурят, монголов, даже от того, как застегивают пуговицы. Каноническая схема надевания и застегивания — снизу вверх — начинается от обуви, затем переходит к халату, при этом пуговицы застегиваются снизу вверх, последней надевается шапка.

## Женский вариант костюма

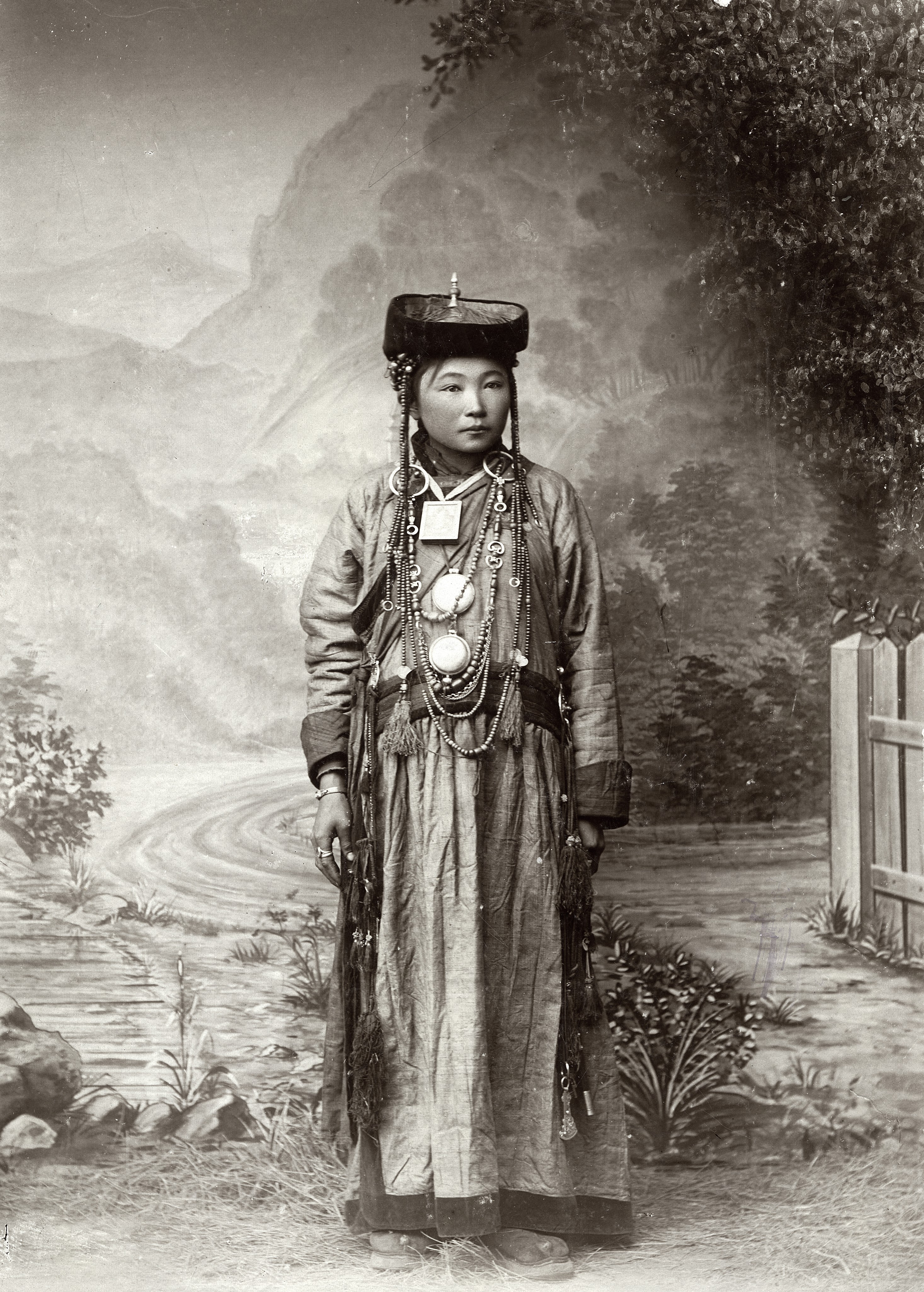
Агинская бурятка в национальной одежде

Женская одежда состояла из рубахи (бур.  самса) и штанов (бур. умдэ), поверх которых носили халат (бур. дэгэл). Одежда менялась в соответствии с переходом из одного возраста в другой, с изменением положения в обществе, семье и строго соответствовала возрасту женщины.
Девочки носили длинные тэрлиги или зимние дэгэлы, подпоясывались матерчатыми кушаками, которые подчеркивали талию. В возрасте 14-15 лет девушки меняли прическу и покрой платья, которое отрезалось по линии талии, а декоративная тесьма (бур. тууза) закрывала в нём линию шва вокруг талии. В девичьем костюме отсутствовала безрукавка.
Выходя замуж, девушки заплетали две косы, в соответствии с обрядом уhэ заhаха («переплетение волос»). Для исполнения этого обряда собирались близкие родственники жениха, подруги невесты.
Женский свадебный наряд — дэгэлэй надевался поверх платья, оставляя перед открытым, сзади на подоле имелся разрез. У замужних женщин костюм состоял из сборчатой юбки и кофты, сшитых на уровне талии, левая пола запахивалась на правую и застегивалась у ворота, на плече и на правом боку, на особые пуговицы — тобшо. Ворот был невысокий стойка или отложной. Рукава у основания были широкие и имели сборки на плече, отделывались парчой и тесьмой в середине по шву.
Верх халата покрывался какой-либо материей, иногда шелком, внутри дэгэл обязательно имел подкладку. Подол юбки и края обеих пол до кофты обшивались полосами цветной материи. Иногда подол украшался мехом выдры.
Дополняющая наряд безрукавка (уужа) — обязательный элемент костюма замужней женщины всех бурятских племен. У восточных бурят безрукавка — эсэгын уужа — была короткой и состояла из одного жилета. У западных бурят безрукавка — сээжэбшэ или хубайси — имела жилет и пришитую к нему сборчатую юбку. Нарядную безрукавку украшали спереди вдоль разреза серебряными монетами или пуговицами из перламутра. Подобно халату она делалась на подкладке. Эта деталь костюма играла важную роль в быту женщины, она не должна была показываться мужчинам, не надев безрукавки, а также она должна была всегда носить на голове шапку.

## Украшения
Буряты придавали большое значение украшениям. Женские украшения восточных бурят отличались сложностью, многосоставностью и многокомпонентностью. Они были выполнены в основном из серебра со вставками из коралла (наиболее ценным считался розовый коралл), бирюзы, янтаря. Традиционно считается, что головной убор восточных бурят составлен так: верхняя часть головного убора обозначает небосвод — тэнгэри, красные кисточки — лучи солнца — наран, нижняя часть — землю — газар. Ниспадающие на грудь с головного убора височные украшения и серьги символизируют звезды, солнце, луну, дождь, снег и др. Шейные и нагрудные украшения (гуу) обладают плодородной символикой и соответствуют знаку Земля.
Наиболее распространенными украшениями были: кольца (бэhэлиг), перстни (бультуру), которые носили почти на всех пальцах, иногда в несколько рядов, за исключением среднего пальца. На обеих руках у женщины были серебряные браслеты. Браслеты и серьги носили постоянно, не снимая. Нагрудное украшение представляло собой систему орнаментированных серебряных медальонов (гуу, урлэй гэр) квадратной формы (тэбхэр гуу), треугольной — (зурхэн гуу) а также круглой и аркообразной. В них, как в обереги, обычно вкладывались молитвы на тибетском языке.
Характерной особенностью головных украшений является обилие ниспадающих сверху вниз височно-нагрудных украшений из коралловых бус и серебра (даруулгын huuхэ) в виде массивных литых серебряных колец (ээмэг) и множества подвесок. Длина этих украшений составляла от 22 до 75 см, а ширина от 30-50 см. Другой тип височно-нагрудных украшений (huuхэ-хонхо) представляло собой ожерелье с колокольчиками.
Наплечное украшение (мурэнэй гуу, ээмэг-шурэтэй, утакан сасагтай) бытовало у девушек и молодых женщин только хоринских родов. Его пришивали на халат (девушке) или безрукавку (женщине). Украшение состояло из серебряной основы конусообразной круглой или квадратной формы, полой внутри и с коралловой вставкой по центру. По краям с обеих сторон спускались снизки из бисера, кораллов, жемчуга или серебряных цепочек с шелковыми кистями на концах две спереди и два ряда сзади.
Молодые женщины и девушки на выданье носили боковые подвески (hанжуурга). Это украшение состояло из двух круглых серебряных пластин (бэкын хантарга, бэлэ), которые закреплялись с обеих сторон на уровне пояса у молодых женщин, у девушек на поясе. К одной пластине на плетеной шелковой ленте или серебряной цепочке подвешивались щипцы, уховертка (культибша), зубочистка (шуднэй шэгшуур). На другой пластине висели маленький замочек, миниатюрный нож (хутага) и огниво (хэтэ). Подвески заканчивались пышными кистями из шелковых нитей красного, зелёного и жёлтого цветов.